# Tintín Márquez
Bartolomé Márquez López, auch Tintín genannt (* 7. Januar 1962 in Barcelona), ist ein ehemaliger spanischer Fußballspieler und heutiger -trainer.

## Karriere

### Spieler
Vom FC Martinenc kommend, wechselte er zur Saison 1981/82 zu CE Sabadell. Zur Folgesaison folgte schließlich sein Wechsel zu Espanyol Barcelona, wo er in den folgenden Jahren bis einschließlich der Saison 1987/88 zu 126 Einsätzen in der ersten Liga kam. Danach ging er nochmal zu UE Figueres, wo er in der zweiten Liga in den nächsten Jahren noch zu ein paar wenigen Spielen kam. Den Abschluss seiner Karriere als Spieler bildete dann die Saison 1994/95 bei CE Europa.

### Trainer
Nach dem Ende seiner Spielerkarriere, blieb er mit CE Europa auch in Verbindung und übernahm hier für die Saison 1997/98 dann auch erstmals das Traineramt. Danach kehrte er zu Espanyol zurück und war dort in den nächsten Jahren Jugendtrainer, verschiedenster Mannschaften. Später stieg er zum Trainer der B-Mannschaft auf und nachdem er von 2004 bis 2008 Teil des Trainerteams der ersten Mannschaft war, stieg er zur Saison 2008/09 zum Cheftrainer, wo er für 15 Partien an der Seitenlinie stand, danach aber aufgrund von vier Niederlagen in Folge von seinen Aufgaben hier entbunden wurde.
Im Oktober 2009 fand er beim CD Castellón dann eine neue Anstellung, wo er bis April 2010 aktiv war. Anschließend wurde er Teil der Aspire Academy in Katar, wo er wieder als Jugendtrainer arbeitete. Kurz danach wurde ihm dann zur Saison 2012/13 der Job als Trainer von KAS Eupen gegeben, welcher zu der Zeit gerade in der zweiten belgischen Liga spielte. Nach knapp drei Jahren hier, wurde er Ende März 2015 aber ohne bekannte Gründe gefeuert.
Er blieb Belgien aber treu und wurde anschließend zur Saison 2017/18 als Cheftrainer von VV St. Truiden eingestellt. Aufgrund von unüberbrückbaren Differenzen, wurde aber auch hier wieder recht schnell entlassen. Zum Start des Jahres kehrte er dann noch einmal nach Katar zurück und übernahm hier das Traineramt beim al-Wakrah SC. Für diese er nun seine längste Station als Trainer an der Seitenlinie absolvierte und mit dem Klub den Aufstieg schaffte sowie sogar die Qualifikationsrunde für die AFC Champions League erreichte.
Nachdem Anfang Dezember 2023, der Vertrag von Carlos Queiroz, dem Cheftrainer der katarischen Nationalmannschaft aufgelöst wurde bekam er diesen Posten als sein Nachfolger.